# قارچ‌های سوزان
قارچ‌های سیاهک (نام علمی: Ustilaginomycotina) نام یک subdivision از شاخه قارچ‌های چتری است.